# Hypomasticus
Hypomasticus is een geslacht van straalvinnige vissen uit de familie van de kopstaanders (Anostomidae).

## Soorten
- Hypomasticus despaxi (Puyo, 1943)
- Hypomasticus garmani (Borodin, 1929)
- Hypomasticus julii (dos Santos, Jégu & Lima, 1996)
- Hypomasticus megalepis (Günther, 1863)
- Hypomasticus mormyrops (Steindachner, 1875)
- Hypomasticus pachycheilus (Britski, 1976)
- Hypomasticus thayeri (Borodin, 1929)